# Saw Something/Deeper and Deeper
Saw Something/Deeper and Deeper – singiel wokalisty Depeche Mode Davida Gahana, wydany 14 stycznia 2008 przez Mute promujacy drugi solowy album muzyka pt. Hourglass. Autorem tekstu jest sam Gahan, Andrew Phillpott i Christian Eigner.

## Lista utworów

### European CD single

#### (LCD MUTE 398)
1. „Saw Something” (Single version)
2. „Deeper and Deeper” (Shrubbn!! single version)
3. „Love Will Leave” (Das Shadow's rewerk)
4. „Deeper and Deeper” (Juan MacLean club mix)

### European 7” picture disc

#### (MUTE 398)
1. „Saw Something” (Single version)
2. „Deeper and Deeper” (Shrubbn!! single version)

### European 12” vinyl single

#### (12 MUTE 398)
1. „Saw Something” (Single version)
2. „Deeper and Deeper” (Juan MacLean dub)
3. „Deeper and Deeper” (Shrubbn!! single version)
4. „Love Will Leave” (Kap10kurt remix)

### Digital download
1. „Saw Something” (Single version)
2. „Deeper and Deeper” (Shrubbn!! single version)